# Жерсон, Жан
Жан Жерсо́н (фр. Jean Gerson; 14 декабря 1363, Жерсон, Шампань — 12 июля 1429, Лион) — виднейший теолог XIV в., доктор теологии (с 1392 г.), канцлер Парижского университета (с 1395 г.), реформатор системы образования.

## Биография
Родился в крестьянской семье, учился в Наваррском коллеже, затем в 1382 году поступил на богословский факультет Парижского университета, где в продолжение десяти лет изучал богословские науки. 
В 1388 году он впервые выступил на поприще публичной проповеди, которой придавал большое значение, называя ее труднейшим и самым ответственным актом духовной деятельности. В 1387 году был отправлен ко двору папы Климента VII; по возвращении в Париж в 1392 году его сделали доктором богословия, а вскоре после того — канцлером университета.
В 1391 году Жерсон произнёс первую речь перед королём Франции Карлом VI и с этого момента стал проповедником и наставником королей. Почитался как непререкаемый авторитет и был обласкан французским двором, но до конца не был понят. Он был духовником герцога Бургундского Филиппа Смелого, однако отказался встать на сторону бургиньонов и оправдать разразившуюся во Франции гражданскую войну.
С 1396 или 1397 года занимал должность декана в Брюгге.
После 1407 года осудил убийство Иоанном Бесстрашным герцога Орлеанского и вынужден был уехать из Парижа, который находился в руках герцога Бургундского, в Вену. 
Жерсон принимал деятельное участие в Констанцском соборе 1414—1418 годов. На этом соборе по обвинению в ереси был приговорён к сожжению Ян Гус; Жерсон хотя и преследовал всякое отступление от господствующей веры, но про Гуса сказал, что если бы ему дали адвоката, то его бы никогда не удалось осудить как еретика. 

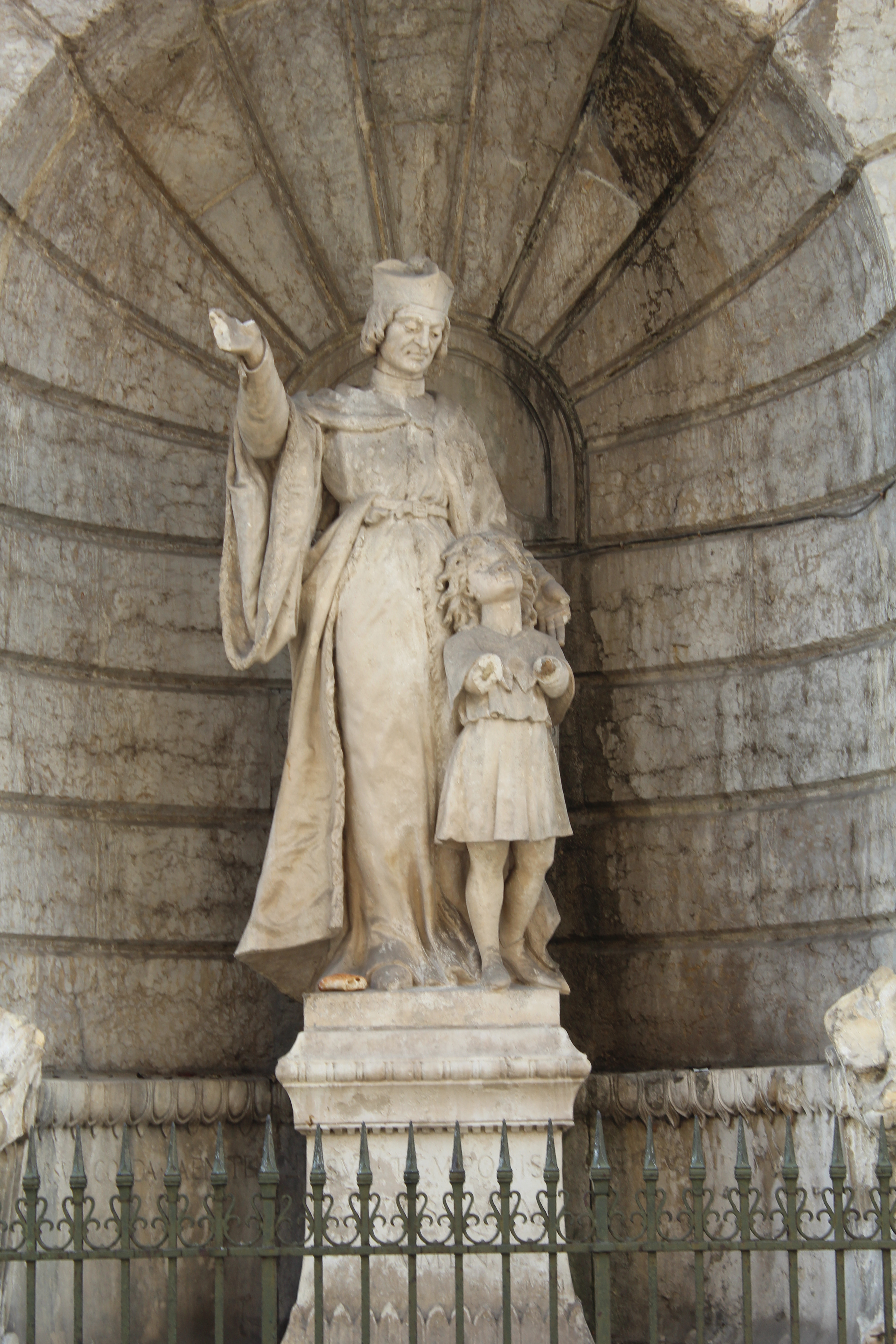
Памятник Жерсону в Лионе

Убийство герцога Бургундского в 1419 году дало Жерсону возможность вернуться на родину, и он перебрался в Лион, где его брат был настоятелем монастыря целестинцев. Последние десять лет жизни Жерсон отдал воспитанию детей при этом монастыре, написав за это время до 40 сочинений. Он умер в бедности, истратив все свое состояние на основание школ. Население Лиона почитало его за святого.

## Идеи
Мысли Жерсона о судьбах культуры, о воспитании, просвещении, об учёности, о роли и значении преподавателя вошли в золотой фонд западной цивилизации.
Жерсон стремился освободить церковь от массы давящих ее чисто человеческих постановлений и выдумок. Для достижения своего идеала церкви он предлагал основать богословские школы при всех метрополиях и коллегиальных церквах. 
Он не одобрял переводов Библии; он утверждал, что в переводы всегда вкрадывается множество ошибок, искажающих смысл. Он с недоверием относился к экзальтированному мистицизму и предлагал официально осудить видения святой Биргитты.
Жерсон был ревностным поборником монархического правления. Враг монархии, по его мнению, не может быть добрым христианином.
Влияние идей Жерсона испытали как представители «нового благочестия» (devotio moderna), в том числе отчасти Мартин Лютер, так и деятели католической Контрреформации.
В его честь был назван мексиканский индейский (науа) художник XVI века Хуан Жерсон.